# 伊澤タオル
伊澤タオル株式会社（IZAWA TOWEL CO.,LTD）は、東京都渋谷区に本社を置く大手タオルメーカーである。年間取扱量は約10,900t（2023年2月実績）で、タオル専業では国内トップである（2021年2月実績は約8,300トン）。

## 沿革
- 1970年10月 - 大阪市住吉区において伊澤正美が創業した。
- 1971年3月 - 大阪市住吉区に本社社屋を開設。
- 1971年4月 - 法人化。
- 1981年5月 - 東京都品川区に東京営業所を開設した。
- 1985年5月 - 海外生産開始にあたり、100%出資子会社 インタークラフト通商株式会社 設立。
- 1997年4月 - 代表取締役に伊澤正司が就任。
- 1998年4月 - 東京営業所増強のため、東京港区に移転。
- 1998年11月 - 大阪府貝塚市に中央商品センターを開設。
- 2005年9月 - タオル研究室設置、研究チーム発足。
- 2013年4月 - 業務拡大に伴い、商品センターを岸和田市に移転。
- 2016年3月 - ISO9001、ISO14001取得。
- 2016年4月 - 信州大学繊維学部に伊澤タオル技術研究所を開設。
- 2016年6月 - 海外市場への販売、生産管理業務増強のため、香港に100%出資子会社 IZAWA TEXTILE CO.,LIMITED 設立。
- 2017年5月 - 東京営業所を東京都渋谷区恵比寿西の自社ビルディングに移転。
- 2018年2月 - 業務拡大のため、大阪に商品検品・検針施設を新設。
- 2018年10月 - 本店登記を大阪市から東京都渋谷区へと変更。
- 2018年11月 - 京都工芸繊維大学との産学連携を開始。
- 2019年1月 - 渋谷区の障害施設利用者と桑沢デザイン研究所の学生がデザインした「パラスポーツ応援タオル」を作成。
- 2020年2月1日-英国のVision Support Services Ltd.を傘下に収める米国企業のWestPoint Groupと業務提携。[3]
- 2020年7月31日 - 東京本社ショールーム開設。
- 2020年9月14-17日 - ニューヨークのバーチャル・ホーム・テキスタイル・ウィークに参加。

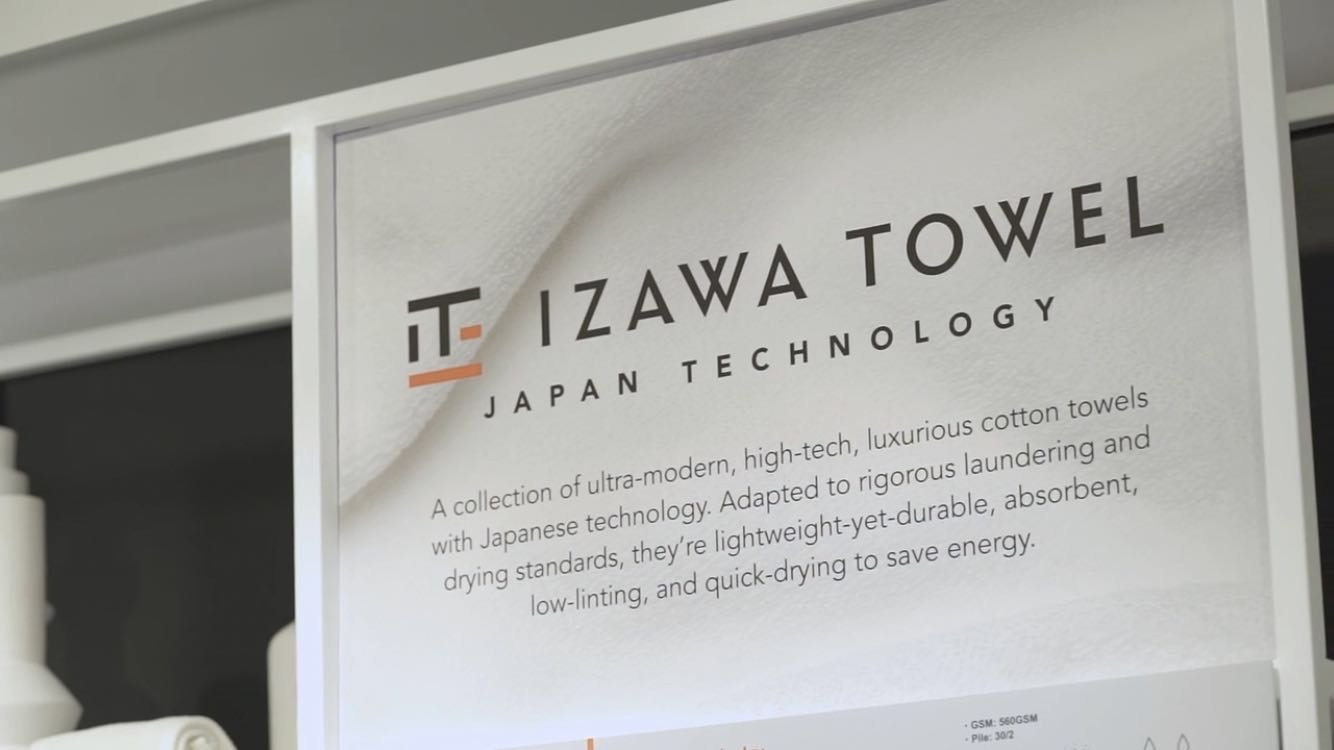
バーチャル・ホーム・テキスタイル・ウィーク2020

- 2020年10月 - 米アマゾン、米百貨店大手メーシーズ、英老舗百貨店ジョン・ルイスで伊澤タオルの取り扱いが決定。[4][5]
- 2020年11月2日 - ハービス OSAKA 東棟「ハービス PLAZA」6Fに大阪本社ショールームを開設。大阪ショールームの入り口

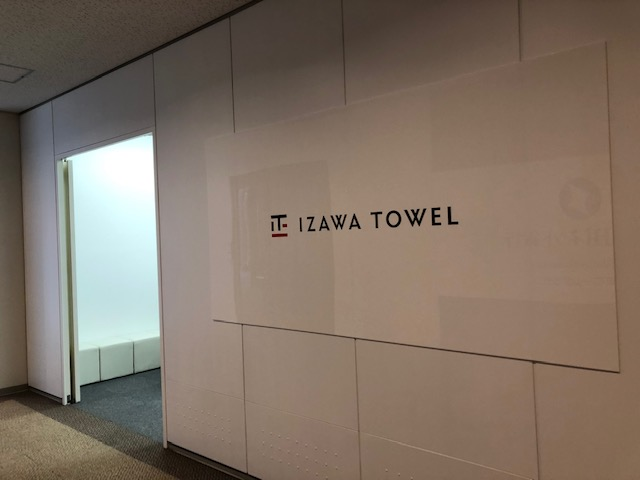
大阪ショールームの入り口

- 2021年4月 - 東レ株式会社（東京都中央区、代表取締役社⻑：⽇覺 昭廣、以下東レ）との共同企画により、新しいタオル製品「3Dタオル（スリーディー タオル）」を発表[6]
- 2021年8月 - ジャフコグループが伊澤タオルに資本参加し、資本提携。[7]
- 2022年3月 - 100%出資子会社であるインタークラフト通商株式会社 と合併。
- 2025年1月 - 米国市場への販売増強のため、米国デラウェア州に100%出資子会社 IZAWA TOWEL INC 設立。
- 2025年6月20日 - 東京証券取引所スタンダード市場に株式を上場[8]。

## 主なブランド
「タオル研究所」・・・Amazon JAPAN
「極ふわ」・・・ セブン－イレブン・ジャパン

## 主な事業所
- 東京本社：東京都渋谷区恵比寿西1-26-6
- 大阪本社：大阪府大阪市住吉区苅田1-10-13
- 東京本社ショールーム：東京都渋谷区恵比寿西1-26-6
- 大阪本社ショールーム：大阪府大阪市北区梅田 2-5-25 ハービス PLAZA ６F
- 伊澤タオル技術研究所：長野県上田市常田3-15-1 信州大学繊維学部Fii施設511-2
- 中国事務所：山東省高密市月潭路盛世華府二期13-3-501
- 商品センター：大阪府岸和田市三田町947

## 共同研究
- 国立大学法人 信州大学
- 公立大学法人 京都工芸繊維大学
- 国立大学法人 福井大学

## 業務提携
- 米国　WestPoint Group
- 英国・欧州　Vision Support Services Ltd.

## 資本提携
- ジャフコグループ　ジャフコグループ

## 所属団体
- 大阪商工会議所
- 公益財団法人日本環境協会
- 公益財団法人日本容器包装リサイクル協会
- 一般社団法人日本商事仲裁協会

## スポンサー
- FC TIAMO枚方（日本フットボールリーグ)